# 李伟建
李伟建（1969年11月11日—），原名李伟健，男，北京人，中国第八代相声演员。长期与武宾合作登台演出。

## 生平
李伟建1969年出生于北京，1982年进入北京市曲艺团学员班学习，师从著名相声表演艺术家刘洪沂先生，1984年开始与武宾合作登台演出。曾多次参加全国相声大赛，并在比赛中获奖。2005年凭借作品《咨询热线》首次登上中国中央电视台春节联欢晚会，并引起强烈反响。2006年获得第四届中国曲艺牡丹奖表演奖。2008年调入中国广播艺术团说唱团，并于同年起连续4次登上中国中央电视台春节联欢晚会。

## 相声作品
- 《咨询热线》（2005年中国中央电视台春节联欢晚会）
- 《疯狂股民》（2008年中国中央电视台春节联欢晚会）
- 《团团圆圆》（2009年中国中央电视台春节联欢晚会）
- 《超级大卖场》（2010年中国中央电视台春节联欢晚会）
- 《专家指导》（2011年中国中央电视台春节联欢晚会）
- 《彩铃声声》
- 《趣味标语》
- 《双喜送福》
- 《口吐莲花》
- 《都是为你好》
- 《较劲》
- 《晒晒80后》
- 《北京之最》
- 《老板与员工》
- 《出租司机》